# Drepanosticta lepyricollis
Drepanosticta lepyricollis là loài chuồn chuồn trong họ Platystictidae. Loài này được Lieftinck mô tả khoa học đầu tiên năm 1949.